# Stephenson-Lagune
Die Stephenson-Lagune ist eine Lagune im Osten der Insel Heard im südlichen Indischen Ozean. Sie liegt an der Mündung des Stephenson-Gletschers südlich des Scarlet Hill.
Benannt ist die Lagune in Verbindung mit dem gleichnamigen Gletscher. Dessen Namensgeber ist der australische Geologe Philip Jon Stephenson (1930–2011), der 1963 auf Heard tätig war.